# Język tubu (nilo-saharyjski)
Język tubu – język z rodziny języków nilo-saharyjskich. Używany jest w Afryce, przez lud Tubu.